# Josip Accurti
Josip Accurti, hrvaški naravoslovec, * 11. avgust 1824, Senj, † 11. september 1907, Trst.

## Življenje in delo
Ljudsko šolo je končal v rojstnem kraju, gimnazijo je obiskoval v Karlovcu in Benetkah. Čeprav so ga zanimale prirodoslovne vede, glasba in likovna umetnost, se je na željo matere odločil za duhovniški poklic. Obiskoval je semenišče v Senju, na Dunaju pa opravil enoletni tečaj iz naravoslovnih ved. V šolskem letu 1849/1850 je bil pomožni profesor za risanje in lepopis na gimnaziji v Senju, naslednje leto je postal suplent na isti gimnaziji, 1852 suplent na reški gimnaziji, 1856 pa profesor na gimnaziji v Kopru. Od 1865 je živel v Trstu, kjer je na gimnaziji do 1876 poučeval prirodoslovne predmete, nazadnje pa je do upokojitve 1886 predaval na Trgovski akademiji v Trstu. V času službovanja v Kopru je raziskoval alge. O svojih dognanjih je 1858 objavil v letni publikaciji gimnazije Koper spis Cemo sulle Alghe di Capodistria. Med službovanjem v Trstu je pripravljal mikroskopske preparate in prevajal naravoslovno literaturo. Vso njegovo zapuščino hrani Naravoslovni muzej v Trstu.